# Crkva sv. Ane u Donjoj Zelini
Crkva sv. Ane u Donjoj Zelini rimokatolička je crkva u naselju Donja Zelina koje je u sastavu općine Sveti Ivan Zelina i zaštićeno kulturno dobro.<.

## Opis dobra
Klasicistička crkva malih dimenzija sagrađena sredinom 19.stoljeća je jednobrodna građevina pravokutnog tlocrta, s poligonalnim svetištem širine jednake brodu i zvonikom nad glavnim pročeljem. Između prostora broda svođenog češkom kapom i svetišta nadsvođenog polukupolom nalazi se zaobljen trijumfalni luk. Na glavnom oltaru postavljene su figure anđela i slika sv. Petra i Pavla, a najvjerojatnije potječu s nekog starijeg oltara. Cjelinu s oltarom predstavlja retabl naslikan na začelnom zidu svetišta sa središnjim prikazom sv. Ane kako poučava Bogorodicu. Unutrašnjost je oslikana oko 1910. godine.

## Zaštita
Pod oznakom Z-2769 zavedena je kao nepokretno kulturno dobro – pojedinačno, pravna statusa zaštićena kulturnog dobra, klasificirano kao "sakralna graditeljska baština".